# ملعب أول نوفمبر 1954 (تيزي وزو)
ملعب أول نوفمبر 1954 في تيزي وزو هو ملعب كرة قدم وألعاب قوى مُتعدد الاستخدامات يقع شرق مدينة تيزي وزو في ولاية تيزي وزو وسط الجزائر.

## التاريخ

### البناء
بعدما شرع فريق شبيبة القبائل في استغلال «ملعب رمضان أوكيل» الذي لا يسع سوى 5 000 مقعد ابتداء من العام 1946م أثناء الاحتلال الفرنسي للجزائر، كان لزاما بعد استقلال الجزائر في 1962م أن يتم بناء ملعب كرة قدم كبير في مدينة تيزي وزو لاستضافة مباريات كرة القدم في الجزائر.
فاستمر فريق شبيبة القبائل في استغلال «ملعب رمضان أوكيل» إلى غاية العام 1978م حينما تم إنهاء بناء وتدشين ملعب بيان أول نوفمبر 1954 في تيزي وزو بتاريخ 12 مارس 1978م.
وكان فريق شبيبة القبائل ينتقل أحيانا إلى ملعب جيلالي بونعامة في مدينة بومرداس، على بُعد 40 كلم غرب مدينة تيزي وزو، لإجراء تدريباته ومبارياته أثناء فترات العقوبات أو غلق ملعب بيان أول نوفمبر 1954 في تيزي وزو للصيانة والتجديد.

### التجديد
استفاد هذا الملعب من مشروع تجديد لمرافقه خلال العام 2007م.
فتمت كسوة ميدانه بالعشب الصناعي من الجيل الرابع بالتوازي مع إعادة تهيئة اثنتين من غرفة ملابس اللاعبين.

## التسمية
تم إطلاق تسمية «أول نوفمبر 1954م» على هذا الملعب في العام 1978م تبركا ببيان أول نوفمبر 1954 الذي أرخ لاندلاع ثورة التحرير الجزائرية.
وكانت منطقة القبائل خلال الفترة ما بين 1 نوفمبر 1954م و5 جويلية 1962م منضوية في «الولاية الثالثة التاريخية»، باعتبارها ولاية (ثورة الجزائر) [الفرنسية]، بقيادة كل من كريم بلقاسم، محمدي السعيد، عميروش آيت حمودة، عبد الرحمان ميرة، وأخيرا محند أولحاج.
وعانت «الولاية الثالثة التاريخية» أثناء الثورة التحريرية من المجازر الفرنسية التي من بينها عملية العصفور الأزرق.
وقد أحصى إقليم ولاية تيزي وزو أكثر من 20 000 شهيد ضمن «الولاية الثالثة التاريخية».

## المرافق

### ملعب كرة القدم
يخضع الميدان الرئيسي لملعب بيان أول نوفمبر 1954 في تيزي وزو لمواصفات ومعايير الاتحاد الدولي لكرة القدم (الفيفا).
وكانت مديرية الشباب والرياضة في ولاية تيزي وزو مع ديوان الحظيرة متعددة الرياضات في ولاية تيزي وزو قد زودت الملعب بالعشب الصناعي من الجيل الخامس الذي صار يكسو ميدانه منذ العام 2014م تماما مثل ملعب رمضان أوكيل.
وكان ميدان الملعب مغطى قبل العام 2014م بالطرطان (مادة) [الفرنسية] الذي كان يشكل خطرا على لاعبي كرة القدم.
وتم استبدال الطرطان (مادة) [الفرنسية] بالعشب الصناعي من الجيل الخامس كفيلا بحماية لاعبي كرة القدم والارتقاء بأدائهم الفني وتكتيكات كرة القدم.
يتكون مدرج المشاهدين في هذا الملعب من ثلاث أجزاء هي المنصة المغطاة والمدرج (ملعب) [الفرنسية] الكبير والمدرج (ملعب) [الفرنسية] الصغير غير المغطيين.

### ملعب كرة اليد
يوجد ملعب كرة اليد داخل المجمع الرياضي الذي يضم ملعب بيان أول نوفمبر 1954 في تيزي وزو.
وتم خلال العام 2014م الشروع في بناء قاعة مغطاة متخصصة في كرة اليد على ميدان ملعب كرة اليد الموجود.

### ملعب كرة السلة
يوجد ملعب كرة السلة داخل المجمع الرياضي الذي يضم ملعب بيان أول نوفمبر 1954 في تيزي وزو.
وتم خلال العام 2014م الشروع في بناء قاعة مغطاة متخصصة في كرة السلة على ميدان ملعب كرة السلة الموجود.

### ملعب الكرة الطائرة
يوجد ملعب كرة طائرة داخل المجمع الرياضي الذي يضم ملعب بيان أول نوفمبر 1954 في تيزي وزو.
وتم خلال العام 2014م الشروع في بناء قاعة مغطاة متخصصة في الكرة الطائرة على ميدان ملعب الكرة الطائرة الموجود.

### قاعة تمارين الأثقال
استفاد هذا المجمع الرياضي من تواجد قاعة تمارين أثقال وكمال الأجسام بجوار اثنتين من غرفة ملابس اللاعبين.

### المسبح
يوجد في هذا المجمع الرياضي مسبح طوله 25 مترا لاستقبال رياضيي السباحة.

### الكافيتيريا
توجد في هذا المجمع الرياضي كافيتيريا لبيع المأكولات والمشروبات للرياضيين والمشاهدين والأنصار.

## الإيرادات
تتمثل إيرادات ملعب بيان أول نوفمبر 1954 بتيزي وزو في المبالغ المترتبة عن بيع تذاكر كل مباراة رياضية.
| رقم | العام | إيرادات                |
| --- | ----- | ---------------------- |
| 01  | 2006م | 5,3 مليار دينار جزائري |
| 02  | 2009م | 8 مليار دينار جزائري   |

## مكتبة الصور

الرابطة الجزائرية المحترفة الأولى لكرة القدم
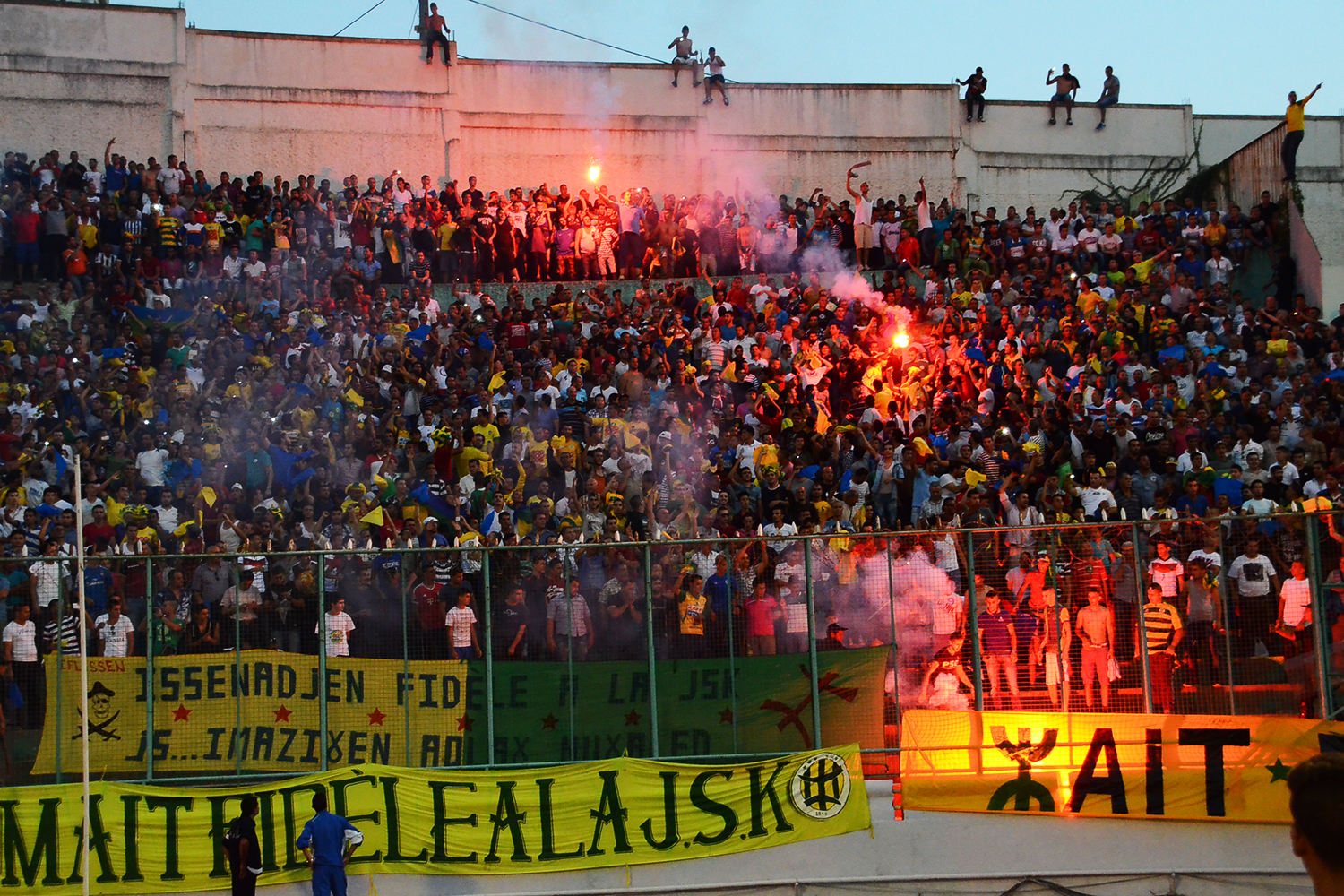
ملعب بيان أول نوفمبر 1954 في تيزي وزو

### مواضيع ذات صلة
- الرياضة في الجزائر
- وزارة الشباب والرياضة الجزائرية
- مديرية الشباب والرياضة في ولاية تيزي وزو
- الاتحادية الجزائرية لكرة القدم
- الرابطة الجزائرية المحترفة الأولى لكرة القدم
- شبيبة القبائل
- قائمة ملاعب كرة القدم في الجزائر

### وصلات خارجية
- (بالعربية) الموقع الرسمي للاتحادية الجزائرية لكرة القدم
- (بالفرنسية) الموقع الرسمي لمناصري شبيبة القبائل